# Le Livre d'or de la science-fiction : Philippe Curval
Le Livre d'or de la science-fiction : Philippe Curval est une anthologie de nouvelles de science-fiction consacrée à l'œuvre de Philippe Curval, publiée en juin 1980 en France. Rassemblées par André Ruellan, les quinze nouvelles sont parues entre 1957 (L'Odeur de la bête) et 1977 (Permis de mourir).

## Publication
L'anthologie fait partie de la série francophone Le Livre d'or de la science-fiction, consacrée à de nombreux écrivains célèbres ayant écrit des œuvres de science-fiction. Elle ne correspond pas à un recueil déjà paru aux États-Unis ; il s'agit d'un recueil inédit de nouvelles, édité pour le public francophone, et en particulier les lecteurs français.
L'anthologie a été publiée en mars 1980 aux éditions Presses Pocket, collection Science-fiction no 5079  (ISBN 978-2-266-00896-9).
L'image de couverture a été réalisée par Marcel Laverdet.

## Préface
- Un langage perpendiculaire, préface d'André Ruellan.

## Liste des nouvelles
- Adamève (1975)
- Permis de mourir (1977)
- Histoire romaine (1959)
- Tous les pièges de la foire (1964)
- Journal volé à une jeune fille (1977)
- Passion sous les tropiques (1975)
- Vivement la retraite ! (1964)
- Une psychose automatique (1962)
- L'Enfant-sexe (1977)
- C'est du billard ! (1959)
- L'Odeur de la bête (1957)
- Un rêve de pierre (1958)
- Les Communes (1977)
- Le Bruit meurtrier d'un marteau-piqueur (1975)
- L'Objet perdu (1959)